# Thliptoceras semicirculare
Thliptoceras semicirculare is een vlinder uit de familie van de grasmotten (Crambidae). De wetenschappelijke naam van de soort is voor het eerst geldig gepubliceerd in 2014 door Dan-Dan Zhang.

## Type
- holotype: "male, 16.VII.2003. leg. Zhang Dan-dan & Li Zhi-qiang, genitalia slide No. ZDD03202"
- instituut: IESYU, Guangzhou, China
- typelocatie: "China, Guangdong, Mt. Nankunshan, 23°63'N, 113°89'E, Huizhou County"